# 早川良雄

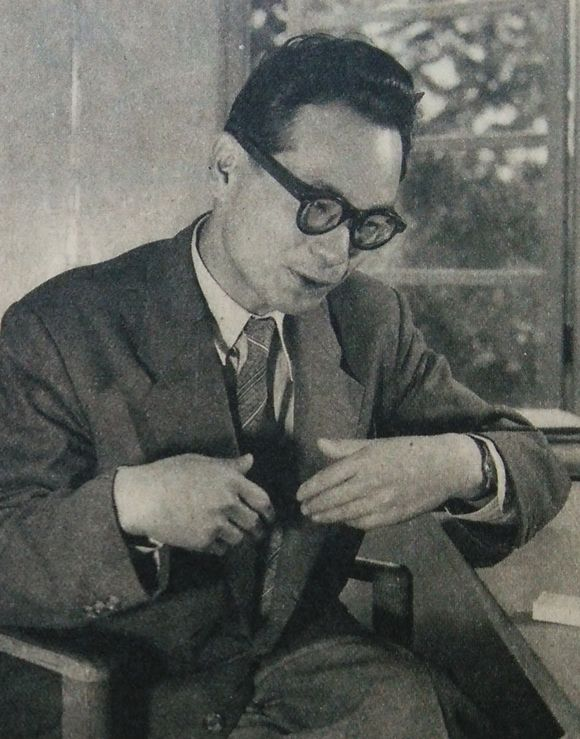
1953年

早川 良雄（はやかわ よしお、1917年2月13日 - 2009年3月28日）は、昭和期の日本を代表するグラフィックデザイナー。それぞれに違う色彩と描かれ方の違うパーツからなる『女の顔』シリーズ（1985年 - ）や、独特の形態、配置から構成されるポスター作品などが特徴とされる。

## 人物
1917年大阪府に生まれる。大阪市立工芸学校（現・大阪市立工芸高校）図案科（現在はビジュアルデザイン科・プロダクトデザイン科・インテリアデザイン科に分科）卒（1936年卒）。敗戦後、百貨店の三越などの広告部のデザイナーを経てグラフィックデザイナーとして独立、以後海外の国際的なデザインプロジェクトなどに精力的に関わる。
デザイナーとして、今日では伝説的ともいえる斬新なポスター・広告を多数製作、戦後日本のモダニズムを表現し、一躍注目を集めた。1960年代以降は、東京の企業ポスターや書籍の装丁デザインを手掛け、その影響は日本のグラフィックデザイン界全体に及んでいる。毎日デザイン賞など受賞歴多数。
晩年は、東京アートディレクターズクラブ評議員、日本グラフィックデザイナー協会会員、国立国際美術館評議員会評議員などを務めた。　

## 来歴
- 1951年、「日本宣伝美術会（日宣美）」創設に参加。同年瑛九らとともに「デモクラート美術家協会」創設に参加。
- 1954年、早川良雄デザイン事務所を開設。
- 1970年、「日本万国博覧会・EXPO70（大阪）」色彩計画設計に参加。
- 1981年、第12回講談社出版文化賞受賞。
- 1982年、紫綬褒章受章。
- 1988年、勲四等旭日小綬章受章。
- 2009年3月28日、肺炎のため92歳で死去。

## 主な作品・仕事
- 『女の顔』シリーズ
- 『形状』シリーズ
- 『グラフィック'55』（1955年）
- 日本万国博覧会の基本色彩計画（1970年）
- 『第一回東京国際映画祭』ポスター（1985年）
- 企業・団体ロゴマーク
  - 毎日放送
  - 関西テレビ放送（1964年）
  - 大阪コピーライターズ・クラブ

ほか

## 主な著作
- 『早川良雄の世界』（作品集、1985年、講談社）
- 『徒然感覚』（随筆、1986年、用美社）
- 『早川良雄の仕事と周辺』（1999年、六耀社）

ほか

## 主な作品収蔵先
- ニューヨーク近代美術館
- アムステルダム市立美術館
- ノイエ・ザムルング国立美術館
- 大阪中之島美術館
- 川崎市市民ミュージアム
- 富山県立近代美術館
- 栃木県立美術館
- 武蔵野美術大学美術資料図書館

ほか

## 参考
リクルートクリエイションギャラリーG8 :クリエイター：早川良雄　http://rcc.recruit.co.jp/g8/creator/yoshio-hayakawa